# Шюнда
Шюнда (рос. Шюнда) — село у Ітум-Калінському районі Чечні Російської Федерації.
Населення становить 18 осіб. Входить до складу муніципального утворення Моцкаройське сільське поселення.

## Історія
Згідно із законом від 14 липня 2008 року органом місцевого самоврядування є Моцкаройське сільське поселення.

## Населення
| 2010 |
| ---- |
| 18   |